# "I'll Never Let You Go
"I'll Never Let You Go (Little darling) (Lit. Nunca te dejaré ir, pequeña querida) es una canción del género country popularizada por Elvis Presley cuyos arreglos la convirtieron al género rockabilly del cual él mismo había sido un artífice. La canción originalmente fue compuesta por el actor y cantante estadounidense Jimmy Wakely.

## Versión de Elvis Presley
Elvis arregló y grabó la canción en las sesiones de grabación en los estudios Sun Records de Memphis, Tennessee, entre los días 12 y 16 de agosto de 1954, en compañía de los músicos Scotty Moore en guitarra eléctrica y Bill Black en contrabajo, encargándose a su vez el mismo Elvis de tocar la guitarra acústica rítmica. En esas grabaciones primigenias Elvis aún no contaba con un baterista. La versión de Presley comienza con un notorio estilo rítmico de balada country para luego de una breve pausa rematar hacia el final en un ferviente estilo rockabilly.
Sun finalmente no lanzó la canción al mercado, por lo cual tras la venta del contrato de Presley a los estudios RCA junto a todo el material que había grabado previamente, RCA decidió editar el tema para el primer álbum del cantante, álbum titulado homónimamente Elvis Presley y posteriormente utilizar ésta y otras canciones para editar varios sencillos conjuntamente en 1956.
La nueva compañía, bien sea para maximizar ventas o bien para que algunos aficionados pudieran acceder a las canciones de Presley a un costo más bajo que comprando un álbum, editó "I'll Never Let You Go (Little darling") como sencillo con "I’m Gonna Sit Right Down And Cry (Over You)" en el lado B. Este disco simple sacado a la venta junto a otros sencillos con temas que aún no habían viso la luz en el mercado en ese formato, lograron ventas en conjunto por 1.5 millones de copias.

### Músicos
- Elvis Presley - voz y guitarra acústica rítmica
- Scotty Moore - guitarra eléctrica
- Bill Black - contrabajo

## Letra
La historia trata sobre un arrepentido joven que se ve alejado de su rometida por una hipotética ruptura de su relación, donde una agustiada muchacha ha tomado distancia, motivando que su muchacho le pida mediante promesas repletas de metáforas que regrese a sus brazos.
| I'll never let you go, little darlin' I'm so sorry 'cause I made you cry I'll never let you go, 'cause I love you So please don't ever say good-byeThe stars would tumble down beside me The moon would hang its head and cry My arms would never hold another baby doll If we should ever say good-bye | Nunca te dejaré ir, querida. Lo siento mucho porque te hice llorar. Nunca te dejaré ir, porque te amo. Así que, por favor, nunca me digas adiós.Las estrellas caerían a mi lado. La luna bajaría la cabeza y lloraría. Mis brazos nunca más sostendrían otra muñeca. Si alguna vez nos despidiéramos. |

## Ediciones
- Elvis Presley (álbum) RCA 1956
- I'll Never Let You Go (Lil' Darlin') / I’m Gonna Sit Right Down And Cry (Over you) (sencillo) RCA 1956 [5]